# Niemcy Wschodnie
Niemcy Wschodnie (niem. Ostdeutschland) – wieloznaczne pojęcie oznaczające obszary należące w różnych okresach historii do Niemiec, a znajdujące się na wschodzie kraju.

## Zakres terminu

Odsetek Niemców bez pochodzenia migracyjnego (2016)

Procent głosów oddanych na AfD w wyborach w Niemczech w 2017 r.

W literaturze i języku potocznym występują następujące zakresy terminu:
- Do końca II wojny światowej pojęcie to oznaczało tereny położone na wschód od Łaby, jak również prowincje pruskie położone na wschód od Odry[1].
- Po zakończeniu wojny, a w szczególności po podziale Niemiec w 1949 roku pojęcie było używane również do opisania Niemieckiej Republiki Demokratycznej[1]. Jednak oficjalnie w Niemczech Zachodnich pojęcie to oznaczało tak zwane wschodnie ziemie, utracone przez Trzecią Rzeszę po 1945 roku i odnoszono się tam do nich w sposób „rewizjonistyczny”[2].
- Od 1990 roku po zjednoczeniu Niemiec pojęcie oznacza (w szczególności w Niemczech Zachodnich) landy utworzone na terenie byłej NRD. Pojęcie „Niemcy Wschodnie” używane jest w Niemczech w pierwotnym znaczeniu głównie przez organizacje przesiedleńcze, często z towarzyszącymi przymiotnikami „dawne”, „historyczne”[1]. Użycie terminu „Niemcy Wschodnie” w stosunku do nowych landów jest pewną niepisaną umową, stosowaną ze względów praktycznych; inne terminy, takie jak „pięć nowych krajów federacji” czy skrót o ironicznym zabarwieniu FNL (fünf neue Länder) są zbyt długie lub niepoważne[3].

Pojęcie Niemiec Wschodnich nigdy nie było jednoznaczne, według Klausa Zernacka było stosowane do różnych celów, często o charakterze bieżącym. Określało bądź to wschodnie tereny niemieckiego obszaru językowego na terenie państwa niemieckiego i odnosiło się w szczególności do historii i kultury Niemiec, rdzennej na tych obszarach. Niektórzy naukowcy (na przykład Jan Maria Piskorski) postulują ograniczenie pojęcia do współczesnych realiów geopolitycznych. Na umowność tego pojęcia zwraca również uwagę Hartmut Boockmann, wskazując, że geograficzny środek współczesnej Republiki Federalnej Niemiec znajduje się  w okolicach Mühlhausen w Turyngii, czyli na terytorium zwanym „Niemcy Wschodnie”, a równie „wschodnioniemieckie” miasto Eisenach jest położone 160 km na południe.